# Канича (Караш-Северин)
Канича (рум. Cănicea) насеље је у Румунији у округу Караш-Северин у општини Домашња. Oпштина се налази на надморској висини од 704 m.

## Прошлост
Аустријски царски ревизор Ерлер је 1774. године констатовао да место "Каниша" припада Тамишком округу, Карансебешког дистрикта. Село има милитарски статус а становништво је влашко.

## Становништво
Према подацима из 2002. године у насељу је живело 410 становника, од којих су сви румунске националности.